# 카메라출동
카메라출동은 대한민국의 MBC 뉴스데스크 인기 코너로, 사회고발 부조리 담은 아이템으로 구성되었다. 1970년대부터 2004년말까지 방영되었다.

## 역사
1975년부터 1988년 7월까지이었으나, 1990년 4월 30일 코너로 다시 부활되어, 기동취재반 성격으로 바뀌다가, 2005년 카메라출동의 종영과 함께 현장출동 코너로 전환되었다.

## 같이 보기
- 저널리즘
- 사회
- 고발